# Macrothemis nobilis
Macrothemis nobilis – gatunek ważki z rodziny ważkowatych (Libellulidae). Występuje na terenie Ameryki Południowej.